# 孟瑤 (作家)
孟瑤（1919年5月25日—2000年10月6日）。本名揚宗珍。籍貫湖北武昌青山，作家、學者。

## 年表
- 1919年：生於湖北武漢。
- 1924年：入漢口聖公會附設小學。
- 1928年：隨家遷居南京，先後就讀于南京女子中學實驗小學、南京女子中學。後因母親逝世，遷回武漢就讀於漢口市立女子中學。
- 1938年：考入重慶国立中央大学歷史系。
- 1942年：中大畢業，任教于四川省重慶私立廣益中學。
- 1944年：任教于四川省簡陽縣立女子中學。
- 1949年：赴遷居台灣，任教於台灣省立台中師範學校，並開始創作生涯。
- 1952年：4月，完成第一部長篇小說《美虹》；11月完成長篇小說《心園》。
- 1953年：長篇小說〈懸崖勒馬〉獲得中華文藝獎金委員會的國父誕辰紀念獎金。
- 1956年：5月，完成50萬字長篇小說《黎明前》，此為孟瑤小說寫作第一次高蜂，也是其小說創作字數最為龐大者。
- 1962年：任教於新加坡南洋大學，同年以作品《浮雲白日》獲得中華民國「教育部文學獎」。
- 1965年：完成《中國小說史》一書。
- 1966年：應徐復觀、李滌生兩先生之邀請返回台灣，任中興大學中文系教授，講授中國文學史、史記、新文藝創作等課程，並於同年完成《中國戲曲史》一書。
- 1969年：作品《這一代》獲得「中山文藝獎」。
- 1972年：應國際崇她社之邀請，登台票演〈四郎探母〉，為生平第一次登台清唱；同年以作品《兩個十年》獲得「嘉新文藝獎」。
- 1973年：7月，完成《中國文學史》一書，「孟瑤三史」之學術巨構，於焉完成。
- 1975年：7月，升任國立中興大學中文系主任，銳意改革，並在該系成立「崑曲社」，敦聘崑曲大師徐炎之先生前來任教，延續崑曲一派之命脈。
- 1977年：1月，在台中市教師會館禮堂唱〈長生殿〉彈詞，為當時曲壇之一大盛事。
- 1979年：8月，因積勞成疾，自國立中興大學中文系主任職務上退休，告別長達37年之教學生涯。
- 至1997年為止，有78部作品行世，總字數超過千萬字，其創作力十分驚人。
- 2000年10月：6日下午3時40分，因腎衰竭病逝台北三軍總醫院，享年81歲。

## 作品
《浮雲白日》
《這一代》
《杜甫傳》
【忠烈傳】（好讀網站）（页面存档备份，存于）